# داردو

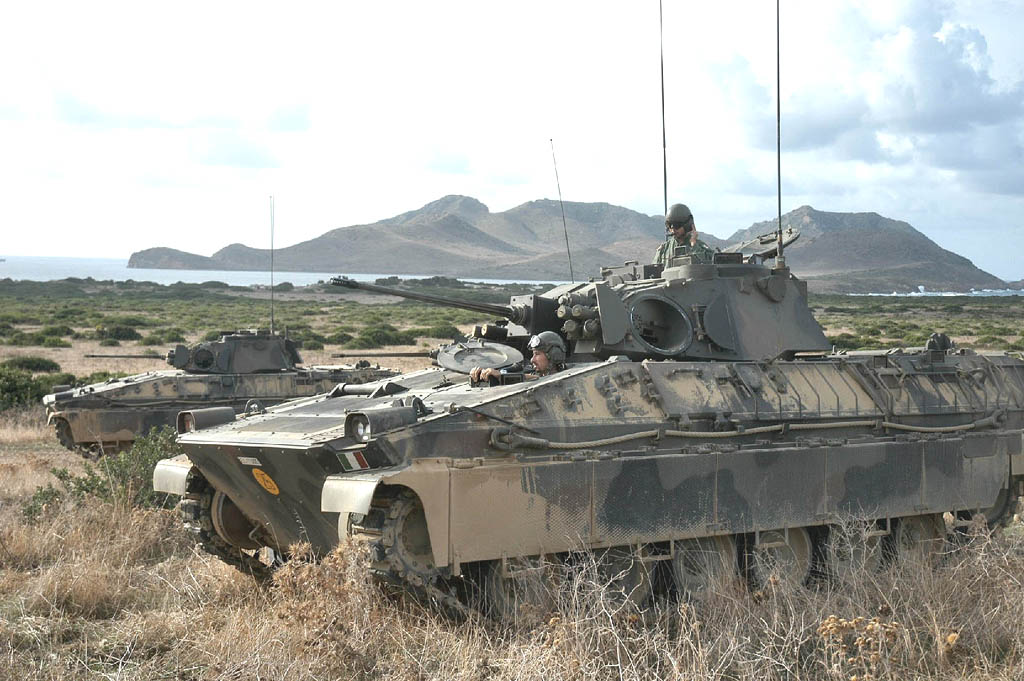
داردو

داردو (بالإيطالية: Dardo)‏ هي مركبة مشاة قتالية مصممة للجيش الإيطالي كبديل لـ إم113 أي.بي.سي. صممتها وبنتها شركة ايفيكو فيات اوتو ميلارا المرخصة ومقرها في روما. إيفيكو مسؤولة عن الهيكل ونظم الدفع في حين أوتو ميلارا مسؤولة عن نظام الأسلحة ونظام مراقبة إطلاق النار.